# 프로시딩
프로시딩(Proceedings)은 학술분야에서 학술대회에서의 발표 목적으로 만든 학술 연구 논문의 모음집이다. 보통 인쇄된 책이나 CD의 형태로 학술대회에서 학술대회시기 동안 혹은 이후 배포하며 이는 그 학술대회의 발표자들이 발표하는 내용을 담고 있다.
논문은 일반적으로 해당분야의 전문가들에 의한 심사를 통해 채택되며 학술대회주최자와 조직위원들에 의해 심사를 거쳐 편집된다. 학술대회의 성격이나 수준에 따라 심사과정의 엄격함에는 차이가 있으며 보통 일 년정도의 시간을 두고 초록 심사, 본문 심사의 과정을 거쳐 채택이 결정된다. (본문 심사만 하는 학술대회도 많고, 심사를 하지 않는 학술대회도 있다) 이러한 과정을 통해 논문의 내용은 편집자와 저자사이에서 동의가 이루어지게 된다.
일반적으로 프로시딩에 실린 논문은 저널(journal; 학술지)에 실린 논문에 비해서 수준이 낮은 것으로 인식된다. 이 때문에 학자의 연구실적을 평가할 때 학술지 게재 논문과 프로시딩 논문을 구별하는 경우가 많다. 하지만, 엄격한 심사를 거친 수준 높은 학술대회의 프로시딩은 학술지급의 대우를 받기도 한다.
<Proceedings of SPIE>처럼 학술지의 제목으로도 사용되기도 하는데, 이런 경우에는 제목에 프로시딩이라는 단어가 들어가 있더라도 프로시딩으로 분류하지 않고 학술지로 분류한다.

## 논문연구 실적평가
대한민국의 대학에서는 대부분 교수들의 연구실적을 평가할 때에 저서, 학술지 논문, 프로시딩 논문(학술대회 발표 논문), 기타를 구분하며 프로시딩 논문의 점수는 학술지 수록 논문에 비해 낮게 평가된다. 학계에서는 이러한 평가 방식이 우수한 학술대회 논문을 부당하게 낮게 평가할 수 있다는 위험성이 제기되고 있고, BK21 2단계 사업에서는 이를 일부 수용해 ACM, IEEE 같은 권위 있는 학회에서 주관하는 학술대회에 발표한 논문의 가중치를 높이기도 하였다.

## 같이 보기
- 연속 간행물

## 참조
1. ↑  연구실적 허위 기재에 부풀리기
잇따르는 교수공채 부실심사 논란 - 오마이뉴스
2. ↑  김원, "SCI에 의존하는 한국의 정보통신 분야 연구 실적 평가의 문제점 및 해결책", 정보과학회지, 17(5):61-64, 1999년 5월